# Grenåbanen
Grenaabanen är en järnväg med status som letbane (en typ av snabbspårväg) mellan Århus och Grenå i Region Midtjylland på Jylland i Danmark. Den trafikeras  som del av Aarhus Letbane. Godstrafik är möjlig på järnvägen.

## Historia
Järnväg
Banan Randers-Ryomgård-Grenå öppnades 1876 och den byggdes för att ge Randers en bättre hamn, dvs Grenå. Århus tyckte sig behöva en bana till Grenå för att Randers inte skulle bli mittpunkt i trakten och banan Århus-Ryomgård öppnades 1877. Banorna räknades som privatbanor (bolaget Østjyske Jernbane), men med kommuner som huvudägare. Banorna gick med förlust och staten tog över banorna 1881. År 1971 las persontrafiken ned mellan Randers och Ryomgård, och 1993 godstrafiken på den sträckan. Mellan 2012 och 2016 kördes trafiken Århus–Grenå med dieseldrivna Desiro-tåg tillsammans med Odderbanen (Århus–Odder).
Spårväg
2016–2018 var trafiken inställd, medan Grenåbanen elektrifierades och byggdes om till snabbspårväg. Från 30 april 2019 går snabba spårvagnar (100 km/h) på Grenåbanen mellan Århus och Grenå, men vissa turer mellan Århus och Lystrup går istället på en nybyggd sträcka som delvis är gatuspår. Det var tänkt att regionen (letbanebolaget) skulle ta över banan liksom gjorts med Odderbanen, men på grund av dåligt skick har staten (Banedanmark) behållit och rustat upp den, bland annat bytt broar och installerat bommar på alla plankorsningar.